# Campionato Panamericano 1991 (hockey su pista)
Il campionato panamericano di hockey su pista 1991 è stata la 4ª edizione dell'omonimo torneo di hockey su pista per squadre nazionali maschili americane. Il torneo si è svolto a Cuba nella città de L'Avana dal 12 al 16 agosto 1991.
A vincere il torneo fu l'Argentina per la terza volta nella sua storia precedendo in classifica il Brasile.

## Formula
Il campionato panamericano 1991 fu disputato da sei selezioni nazionali tramite la formula del girone all'italiana con gare di andata e ritorno. Vennero attribuiti due punti per l'incontro vinto, uno per l'incontro pareggiato e zero in caso di sconfitta. La prima squadra classificata venne proclamata vincitrice del torneo.

## Squadre partecipanti
| Pr. | Squadra     | Partecipazioni precedenti al torneo |
| --- | ----------- | ----------------------------------- |
| 1   | Argentina   | 1979, 1983, 1987                    |
| 2   | Brasile     | 1979, 1983, 1987                    |
| 3   | Cile        | 1979, 1983                          |
| 4   | Colombia    | 1987                                |
| 5   | Cuba        | Esordiente                          |
| 6   | Stati Uniti | 1979, 1983, 1987                    |

Nota bene: nella sezione "partecipazioni precedenti al torneo" le date in grassetto indicano la squadra che ha vinto quell'edizione del torneo

## Svolgimento del torneo

### Classifica finale
| Pos. | Squadra     | Pt | G | V | N | P | GF | GS | DR  |
| ---- | ----------- | -- | - | - | - | - | -- | -- | --- |
| 1.   | Argentina   | 10 | 5 | 5 | 0 | 0 | 50 | 8  | +42 |
| 2.   | Brasile     | 7  | 5 | 3 | 1 | 1 | 22 | 9  | +13 |
| 3.   | Stati Uniti | 6  | 5 | 3 | 0 | 2 | 10 | 13 | -4  |
| 4.   | Cile        | 4  | 5 | 2 | 0 | 3 | 21 | 16 | +5  |
| 5.   | Colombia    | 3  | 5 | 1 | 1 | 3 | 16 | 24 | -8  |
| 6.   | Cuba        | 0  | 5 | 0 | 0 | 5 | 10 | 60 | -50 |

### Risultati
| L'Avana 12 agosto 1991 1ª giornata | Argentina | 4 – 1 | Cile |  |

| L'Avana 12 agosto 1991 1ª giornata | Brasile | 12 – 2 | Cuba |  |

| L'Avana 12 agosto 1991 1ª giornata | Colombia | 0 – 2 | Stati Uniti |  |

| L'Avana 13 agosto 1991 2ª giornata | Argentina | 8 – 1 | Stati Uniti |  |

| L'Avana 13 agosto 1991 2ª giornata | Brasile | 5 – 2 | Cile |  |

| L'Avana 13 agosto 1991 2ª giornata | Colombia | 13 – 2 | Cuba |  |

| L'Avana 14 agosto 1991 3ª giornata | Argentina | 10 – 1 | Colombia |  |

| L'Avana 14 agosto 1991 3ª giornata | Brasile | 4 – 1 | Stati Uniti |  |

| L'Avana 14 agosto 1991 3ª giornata | Cile | 8 – 4 | Cuba |  |

| L'Avana 15 agosto 1991 4ª giornata | Argentina | 23 – 2 | Cuba |  |

| L'Avana 15 agosto 1991 4ª giornata | Brasile | 1 – 1 | Colombia |  |

| L'Avana 15 agosto 1991 4ª giornata | Cile | 1 – 2 | Stati Uniti |  |

| L'Avana 16 agosto 1991 5ª giornata | Argentina | 5 – 3 | Brasile |  |

| L'Avana 16 agosto 1991 5ª giornata | Cile | 9 – 1 | Colombia |  |

| L'Avana 16 agosto 1991 5ª giornata | Cuba | 0 – 4 | Stati Uniti |  |